# Кернерсвил (Северна Каролина)
Кернерсвил (енгл. Kernersville) град је у америчкој савезној држави Северна Каролина.

## Демографија
По попису из 2010. године број становника је 23.123, што је 5.997 (35,0%) становника више него 2000. године.
| Група             | 2000.          | 2010.          |
| Белци             | 13.941 (81,4%) | 17.103 (74,0%) |
| Афроамериканци    | 1.497 (8,7%)   | 2.905 (12,6%)  |
| Азијати           | 216 (1,3%)     | 446 (1,9%)     |
| Хиспаноамериканци | 1.261 (7,4%)   | 2.246 (9,7%)   |
| Укупно            | 17.126         | 23.123         |